# Manuel María de Arjona
Manuel María de Arjona y de Cubas (Osuna, 12 de junio de 1771-Madrid, 25 de julio de 1820), poeta e intelectual español del Neoclasicismo, perteneciente a la Escuela Sevillana, hermano del ministro togado de la Audiencia de Extremadura y corregidor de Madrid y superintendente de policía José Manuel de Arjona.

## Biografía
Hijo de Zoilo de Arjona y de Andrea de Cubas, de clase acomodada, estudió filosofía y derecho civil y canónico y fue colegial mayor de Santa María de Jesús, en Sevilla, de la que años después será rector; se ordenó sacerdote; doctoral de la Real capilla de San Fernando también en la misma ciudad y desde 1801 canónigo penitenciario de la Mezquita-catedral de Córdoba; aún en Osuna fundó ya una academia literaria, la Academia Silé, y participó en otras como la Horaciana (1788) de Sevilla, la de Buenas letras y la de Letras Humanas —ambas en Sevilla—; esta última contribuyó a fundarla en 1793. En 1789 se doctoró en Osuna. Ya doctoral de la Real Capilla de San Fernando, en 1797 acompañó al arzobispo de Sevilla, Antonio Despuig y Dameto, en su viaje a Roma; allí el papa Pío VI le nombró su capellán secreto supernumerario, acaso por la composición del poema Las ruinas de Roma, publicado en 1808. Aunque escribió una memoria sobre el modo de celebrar Cortes en España ya vuelto a Córdoba, se afrancesó a medias en 1810 y promovió en noviembre de ese año la fundación de la Real Academia de Ciencias, Bellas Letras y Nobles Artes de Córdoba y desarrolló la sección de literaria de la Sociedad Económica de Amigos del País de Córdoba. Los franceses le encomendaron unificar dos hospitales de Córdoba y extinguir la Inquisición, cuyos archivos clasificó y purgó. Por encargo de Mariano Luis de Urquijo y de Pedro Estala, dirigió el periódico josefino Correo Político y Militar de Córdoba, aunque por poco tiempo. En 1812 fue detenido en Écija cuando se dirigía a Cádiz, encarcelado, confiscados sus bienes y conducido a Córdoba. En 1814 publicó Manifiesto de autojustificación. En 1818 se trasladó a Madrid, donde fue secretario de la Academia Latina; pero Lozano de Torres le denunció y fue desterrado a Córdoba. Vuelto a Madrid con el cambio constitucional, publicó Necesidades de España que deben remediarse en las próximas Cortes y allí falleció en 1820.

## Obras
Sacerdote muy culto, su poesía sobresale por su corte horaciano y sobria expresión, bien distante de la habitual fastuosidad de la Escuela Sevillana. Tal se observa en casi todas sus odas y canciones religiosas y profanas. Más que Las ruinas de Roma, que es un extenso poema en silvas que suele citarse con preferencia, destacan otras composiciones como La diosa del bosque, interesante por la novedad de la métrica y su musicalidad, y A la memoria. Colaboró con Alberto Lista, José Marchena y José María Blanco White. Perteneció a la generación de escritores que, nacidos a finales del xviii, escribieron el grueso de sus obras en el siglo xix. Dejó manuscrita una Historia de la Iglesia Bética y algunas memorias sobre humanidades e historia.